# Peter Lupus
Peter Lupus, właśc. Peter Nash Lupus Jr. (ur. 17 czerwca 1932 w Indianapolis) – amerykański kulturysta i aktor. Odtwórca roli Willy’ego Armitage’a w serialu CBS Mission: Impossible (1966–1973).

## Wczesne lata
Urodził się w Indianapolis w stanie Indiana jako syn Mary Irene (z domu Lambert) i Petera Nasha Lupusa. Jego ojciec był pochodzenia syryjskiego i libańskiego. Jego rodzina miała też korzenie greckie i włoskie. W 1950 ukończył Arsenal Technical High School w Indianapolis. Naukę kontynuował w Jordan College of Fine Arts na Uniwersytecie Butler w Indianapolis, gdzie grał także w piłkę nożną i koszykówkę oraz był członkiem Sigma Chi Fraternity. Studia ukończył w 1954.

## Kariera
Kiedy był jeszcze nastolatkiem, Lupus bardzo zainteresował się kulturystyką. Mierzący 193 cm wzrostu i rozwiniętej budowy ciała Lupus rozpoczął swoją karierę od zdobycia tytułów Mr. Indianapolis (1954), Mr. Indiana (1960), Mr. Hercules i Mr. International Health Physique. Później brał udział w konkursie Mr. Universe, w którym w 1960 zajął trzecie miejsce, a w 1961 drugie. Dzięki tym wszystkim znaczącym zwycięstwom Lupus stał się bardzo rozpoznawalną twarzą kulturysty, a nawet zyskał przydomek Rock.
Podobnie jak wielu kulturystów, w tym Steve Reeves, w latach 60. rozpoczął karierę ekranową w filmach klasy B z cyklu peplum. Za namową producenta Samuela Z. Arkoffa, wymyślił pseudonim sceniczny Rock Stevens. Wystąpił jako „Mr. Galaxy” Flex Martian w komedii Muscle Beach Party (1964), Hercules w historycznym dramacie przygodowym Herkules i tyrani Babilonu (Ercole contro i tiranni di Babilonia , 1964) i Spartakus w Wyzwaniu gladiatora (Il gladiatore che sfidò l'impero, 1965). We wczesnych latach siedemdziesiątych Lupus promował European Health Spa, podróżując po kraju, aby występować i rozdawać autografy na kilku wielkich otwarciach siłowni. Brał też udział w przedstawieniach teatralnych takich jak Kwiat kaktusa, Zakwaterowanie, Boeing Boeing Marca Camolettiego, Miłość w E-Flat Normana Krasny, Zaleta, Arszenik i stare koronki Josepha Kesselringa, W każdą środę, Obudź się kochanie, Kabriolet Paisley, Agato Sue, kocham cię, Jedyna gra w mieście Franka D. Gilroya i Tramwaj zwany pożądaniem Tennessee Williamsa. W kwietniu 1974 był na okładce magazynu „Playgirl”.
27 listopada 1960 zawarł związek małżeński z Sharon M. Hildebrand, z którą ma syna Petera Lupusa III (ur. 1970).

## Wybrana filmografia
- 1962: The Jack Benny Program jako Tarzan
- 1962: The Joey Bishop Show jako bokser ze szklaną szczęką
- 1966–1973: Mission: Impossible jako Willy Armitage
- 1980: Statek miłości jako Dave Porter
- 1982: Police Squad! jako detektyw Norberg
- 1984: Family Feud – w roli samego siebie
- 1987: Zamach jako prezenter telewizyjny